# Ліпини
Ліпи́ни — село в Україні, у Дунаєвецькій міській територіальній громаді Кам'янець-Подільського району Хмельницької області.

## Історія
З 1991 року в складі незалежної України.
13 серпня 2015 року шляхом об'єднання сільських рад, село увійшло до складу Дунаєвецької міської громади.
17 липня 2020 року, в результаті адміністративно-територіальної реформи та ліквідації Дунаєвецького району, село увійшло до складу Кам'янець-Подільського району.

## Населення
За переписом населення України 2001 року в селі мешкало 102 особи.
Згідно перепису 2015 року в селі проживало 64 осіб, населення села скоротилось на 37,25 % порівняно зі 2001 роком.

### Мова
У селі поширені західноподільська говірка та південноподільська говірка, що відносяться до подільського говору, який належить до південно-західного наріччя.

## Пам'ятки природи
Неподалік від села розташований ботанічні заказники «Зарудка зелена» та «Довжоцький заказник».

## Галерея

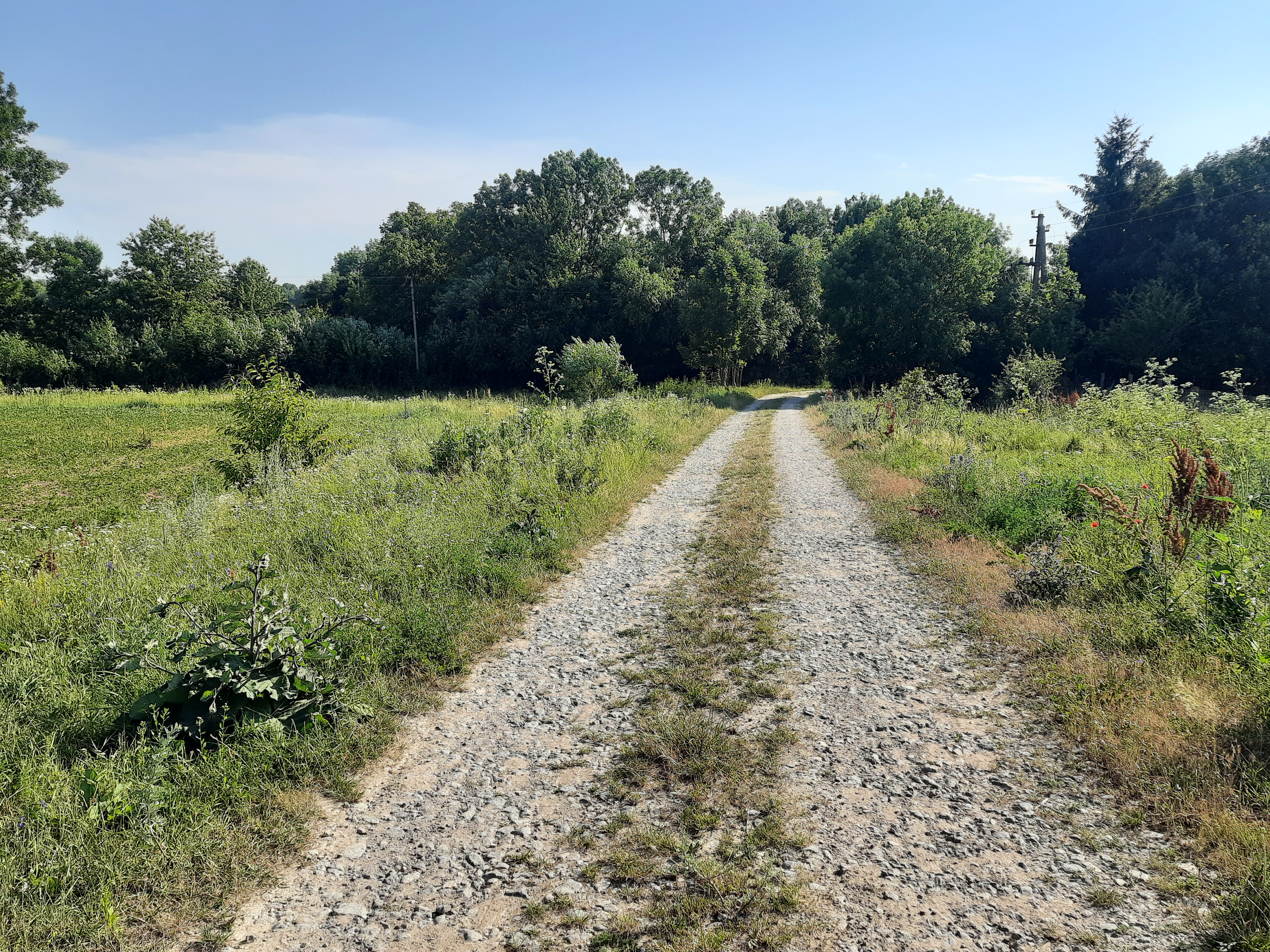
Дорога в село
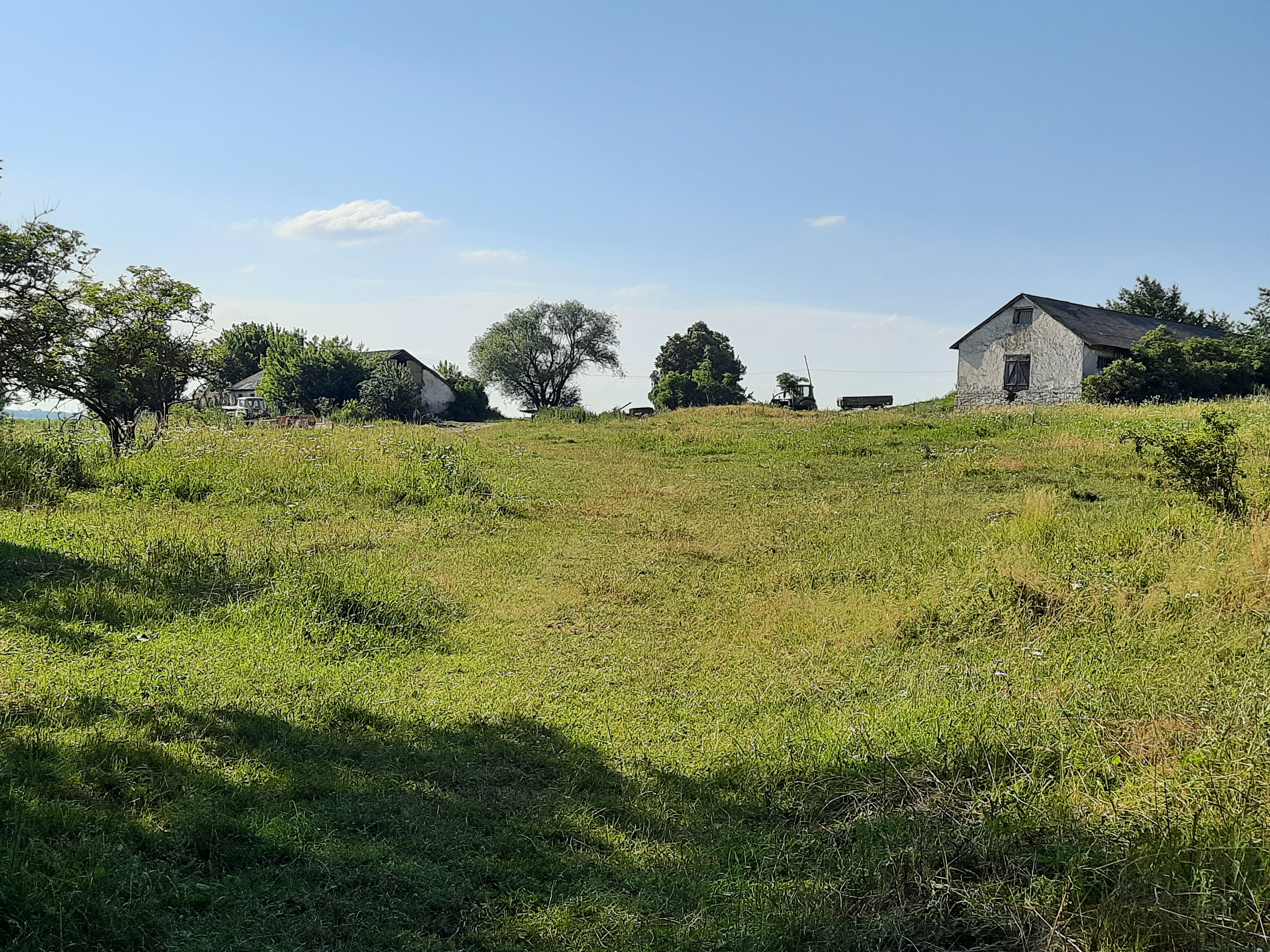
Сільський пейзаж
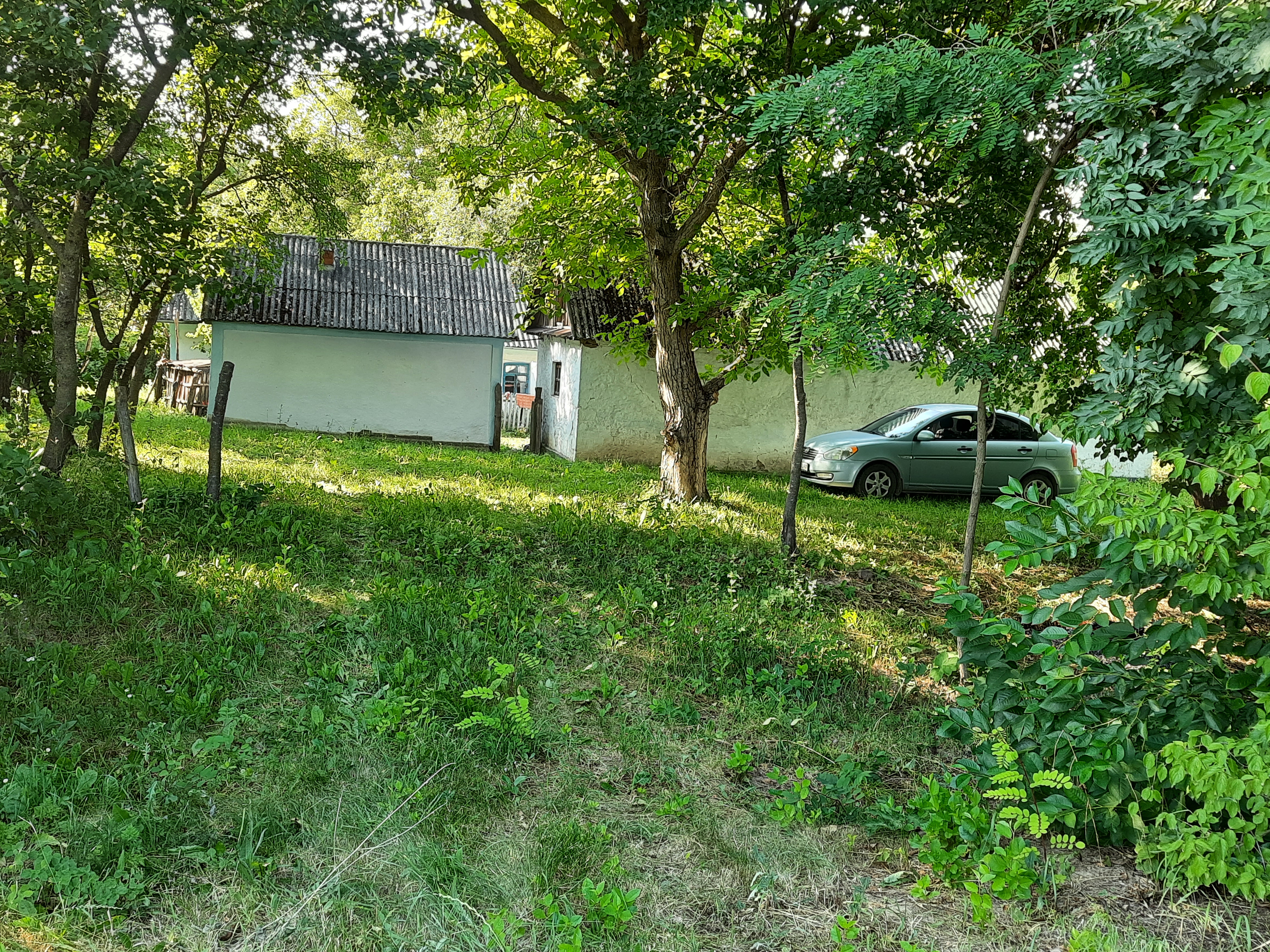
Сільська оселя
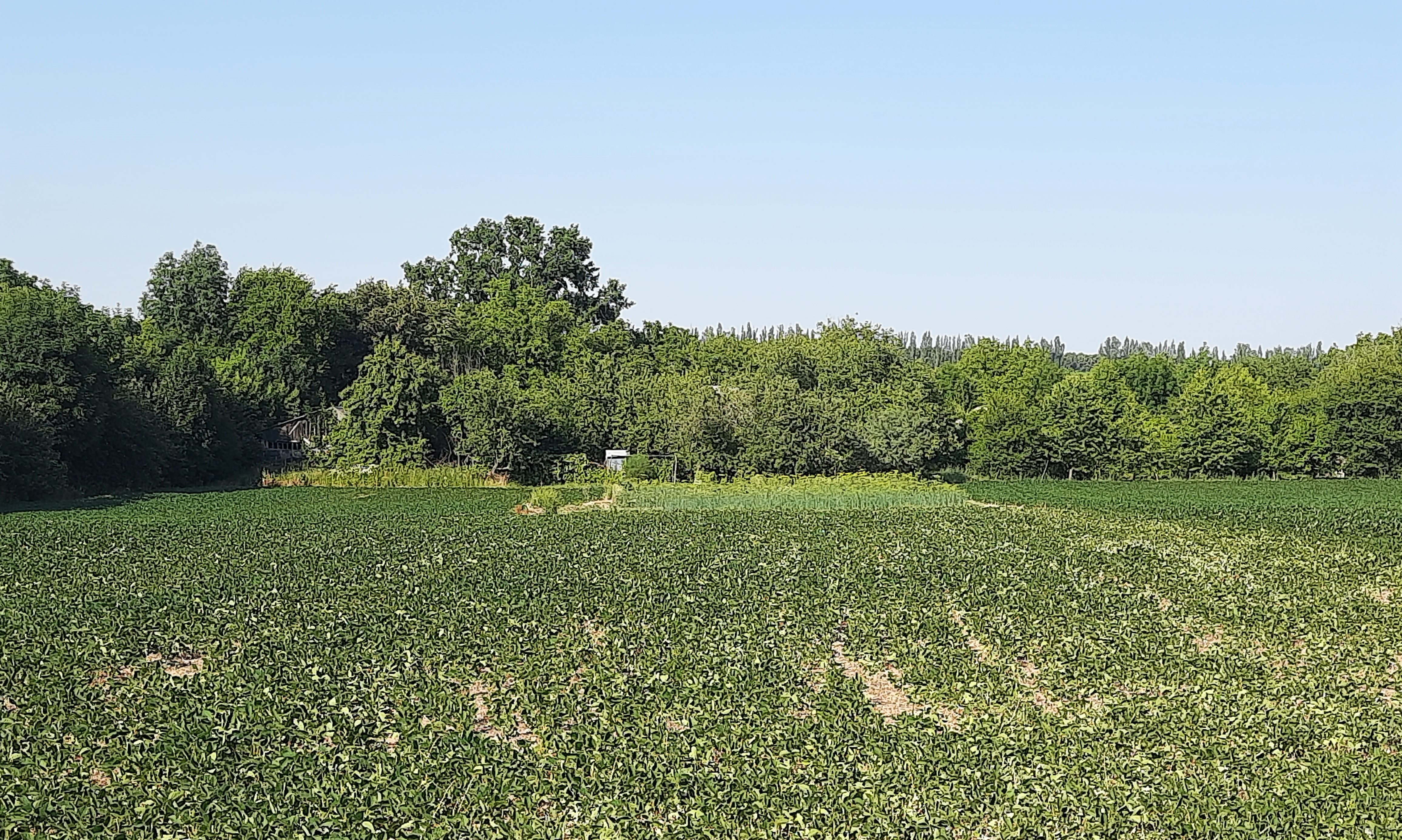
Сільський краєвид